# Dazzy Kapenya
Dazzy Kapenya (22 de abril de 1976) é um ex-futebolista profissional zimbabuano que atuava como defensor.

## Carreira
Dazzy Kapenya representou o elenco da Seleção Zimbabuense de Futebol no Campeonato Africano das Nações de 2004.